# Hundvåg

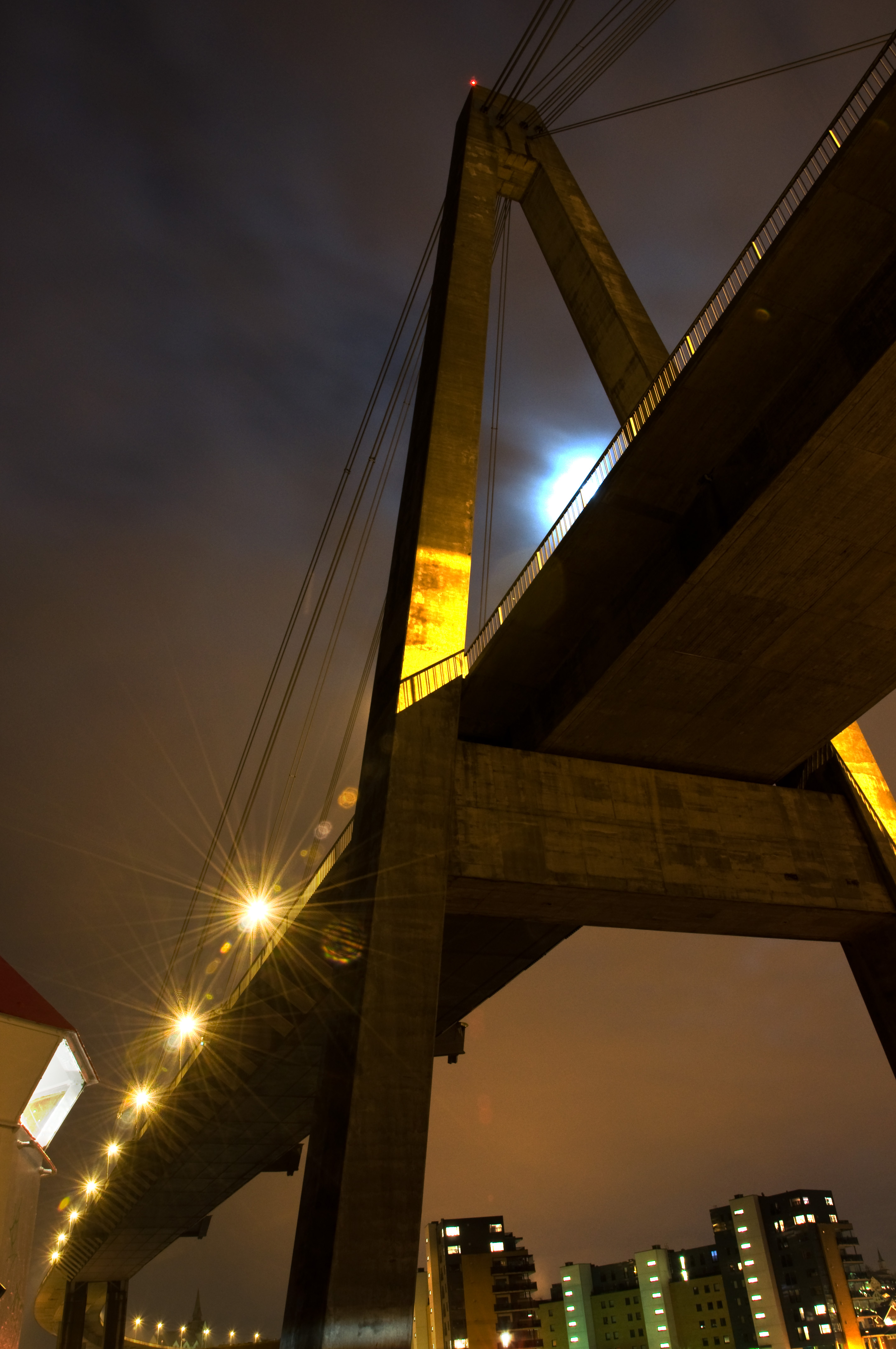
Stavanger bybru binder samman öarna i Hundvåg med centrala Stavanger.

Hundvåg är en ö, stadsdel och delområde i Stavanger, Norge, knuten till fastlandet med bron Bybrua, invigd 1978, till Storhaug och Stavanger, samt Hundvågtunneln, öppnad 2020. Stadsdelen Hundvåg har en yta på 6,41 km² och har 12.320 invånare (2006). Invånarantalet har mellan 2000 och 2006 ökat med 873 personer (7,6 %). Delar av tätbebyggelsen går under namnet Vågen (som består av områdena øvre, midtre- och nedre Vågen).
Stadsdelen ligger i norra Stavanger, och består, förutom av den största ön Hundvåg, av öarna Grasholmen, Sølyst, Engøy, Buøy, Bjørnøy, Roaldsøy, Ormøy, Steinsøy och några mindre öar, holmar och skär. Sundet mellan Buøy och Hundvåg är igenfyllt. Lundehaugen är Hundvågs högsta punkt, 35 meter över havet.
Hundvåg är även namnet på ett delområde i stadsdelen med samma namn i Stavangers kommun, Rogaland fylke. Delområdet Hundvågs yta är 4,56 km² och invånarantalet 2005 var 9.281 personer. Delområdet Hundvåg är indelat i 20 grunnkretser.